# Jaron Blossomgame
Jaron Samuel Blossomgame (Alpharetta, Georgia, 16 de septiembre de 1993) es un baloncestista estadounidense que pertenece a la plantilla de AS Mónaco Basket de la Pro A de Francia. Con 2,01 metros de estatura, juega en la posición de alero.

## Trayectoria deportiva

### Primeros años
Jugó durante su etapa de secundaria en el Chattahoochee High School de Johns Creek, donde en su temporada júnior fue incluido en el mejor quinteto de la región, tras promediar 24 puntos y 8,8 rebotes por partido. Al año siguiente llevó a su equipo a un balance de 25 victorias y 5 derrotas, clasificándose para la fase definitiva en la que alcanzaron los octavos de final.

### Universidad
Jugó cuatro temporadas con los Tigers de la Universidad de Clemson, en las que promedió 13,5 puntos, 6,5 rebotes y 1,1 asistencias por partido. En 2016 fue elegido jugador más mejorado de la temporada de la Atlantic Coast Conference e incluido en el mejor quinteto de la conferencia, mientras que al año siguiente apareció en el tercer mejor quinteto.

#### Estadísticas
| Año     | Equipo  | PJ  | PT  | MPP  | %TC  | %3P  | %TL  | RPP | APP | ROB | TPP | PPP  |
| ------- | ------- | --- | --- | ---- | ---- | ---- | ---- | --- | --- | --- | --- | ---- |
| 2013–14 | Clemson | 33  | 30  | 23.5 | .395 | .200 | .596 | 5.0 | .4  | .3  | .4  | 4.9  |
| 2014–15 | Clemson | 31  | 31  | 30.9 | .486 | .288 | .708 | 8.2 | 1.0 | .8  | .4  | 13.1 |
| 2015–16 | Clemson | 31  | 31  | 34.2 | .513 | .441 | .782 | 6.7 | 1.5 | .7  | 1.3 | 18.7 |
| 2016–17 | Clemson | 33  | 33  | 34.3 | .498 | .255 | .713 | 6.3 | 1.5 | .8  | .9  | 17.6 |
| Total   |         | 128 | 125 | 30.7 | .487 | .315 | .723 | 6.5 | 1.1 | .6  | .7  | 13.5 |

### Profesional
Fue elegido en la quincuagésimo novena posición del Draft de la NBA de 2017 por los San Antonio Spurs. Participó en las Ligas de Verano de la NBA con los Spurs, promediando 4,9 puntos y 4,9 rebotes en siete partidos. Finalmente fue descartado para la temporada, incorporándose a la plantilla del filial, los Austin Spurs.
El 19 de noviembre de 2018, los Canton Charge anuncian el traspaso de Blossomgame a cambio de los derechos de John Holland. Después de 10 partidos, Blossomgame firma un contrato dual con los Cleveland Cavaliers y los Canton Charge.
En verano de 2020, firma por el Ironi Nahariya de la Ligat Winner para disputar la temporada 2020-21.
El 22 de julio de 2021, firma por el Ratiopharm Ulm de la Basketball Bundesliga.

## Estadísticas de su carrera en la NBA

### Temporada regular
| Año     | Equipo    | PJ | PT | MPP  | %TC  | %3P  | %TL  | RPP | APP | ROB | TPP | PPP |
| ------- | --------- | -- | -- | ---- | ---- | ---- | ---- | --- | --- | --- | --- | --- |
| 2018-19 | Cleveland | 27 | 4  | 16.3 | .443 | .256 | .769 | 3.6 | .5  | .3  | .3  | 4.2 |
| Total   | Total     | 27 | 4  | 16.3 | .443 | .256 | .769 | 3.6 | .5  | .3  | .3  | 4.2 |